# 청년신정
청년신정은 홍콩의 우파-본토파 정당이다.